# Sophie Carquain
Sophie Carquain est une écrivaine, journaliste et scénariste française. Elle écrit des ouvrages en littérature générale et en jeunesse. Elle est scénariste de romans graphiques et écrit de la poésie.
Elle anime des ateliers d’écriture et des conférences.

## Œuvres (non exhaustif)

### Essais
- Petites histoires pour devenir grand, tome 1 et 2, Le livre de poche, 2003 (ISBN 9782253085102)
- Récits de divan, propos de fauteuil, Albin Michel, 2007 (ISBN 9782226179265)
- Entre sœurs, Albin Michel, 2008 (ISBN 9782226186867)
- Trois filles et leurs mères, Charleston, 2014 (ISBN 9782368120217)
- Un papillon sur le bitume: En immersion dans une unité de pédopsychiatrie, L'Observatoire, 2024.

### Romans
- Manger dans ta main, Albin Michel, 2017 (ISBN 9782226392022)
- J’aimerais te parler d’elles, Albin Michel, 2019 (ISBN 9782226437785)[2],[3]
- Le roman de Molly N., Charleston, 2020 (ISBN 9782368125021)[4]
- Alice, 15 ans, résistante : Vous ne m'empêcherez jamais de rêver, Albin Michel, 2022 (ISBN 9782226464699)
- Juste à côté de moi, Charleston, 2022 (ISBN 2368127216)

### Poésies
- Soutif, mon amour : Poésies engagées, Albin Michel, 2023 (ISBN 9782889086528)

## Prix et distinctions

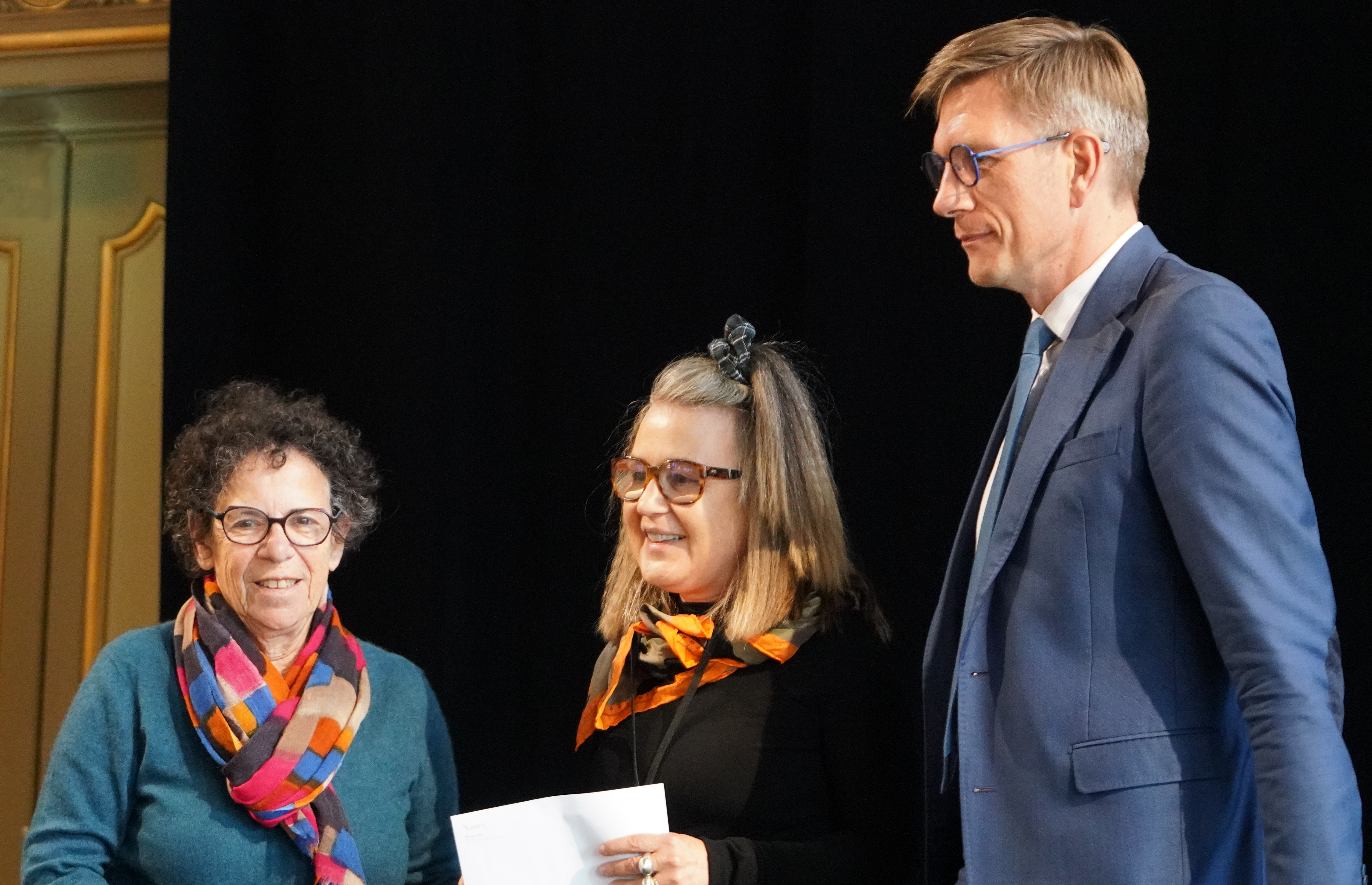
Recevant le prix Livre et Droits Humains de Mathieu Klein et Annette Wieviorka, Hôtel de ville de Nancy.

- Prix Griffe noire 2005 pour Petites histoires pour devenir grand (Albin Michel)[2].
- prix livre et Droits Humains, 2024 remis lors du Le livre sur la Place.